# Churu (distrikt)
Churu (hindi: चुरू जिला) er et distrikt i den indiske delstat Rajasthan. Distriktets hovedstad er Churu.

## Demografi
Ved folketællingen i 2011 var der 2,041,172 indbyggere i distriktet, mod 1,923,878 i 2001. Den urbane befolkningen udgør 28,24 % af befolkningen.
Børn i alderen 0 til 6 år udgjorde 15,38 % i 2011 mod 19,96 % i 2001. Antallet af piger i den alder per tusinde drenge er 896 i 2011 mod 911 i 2001.